# Pseudohydromys murinus
Pseudohydromys murinus és una espècie de mamífer rosegador de la família dels múrids. És endèmic de Papua Nova Guinea, on viu a altituds d'entre 2.100 i 3.400 msnm. El seu hàbitat natural són els boscos montans tropicals. És una espècie en risc mínim, és a dir, no sembla que hi hagi cap amenaça significativa per a la seva supervivència. El seu nom específic, murinus, significa 'semblant a un ratolí' en llatí.

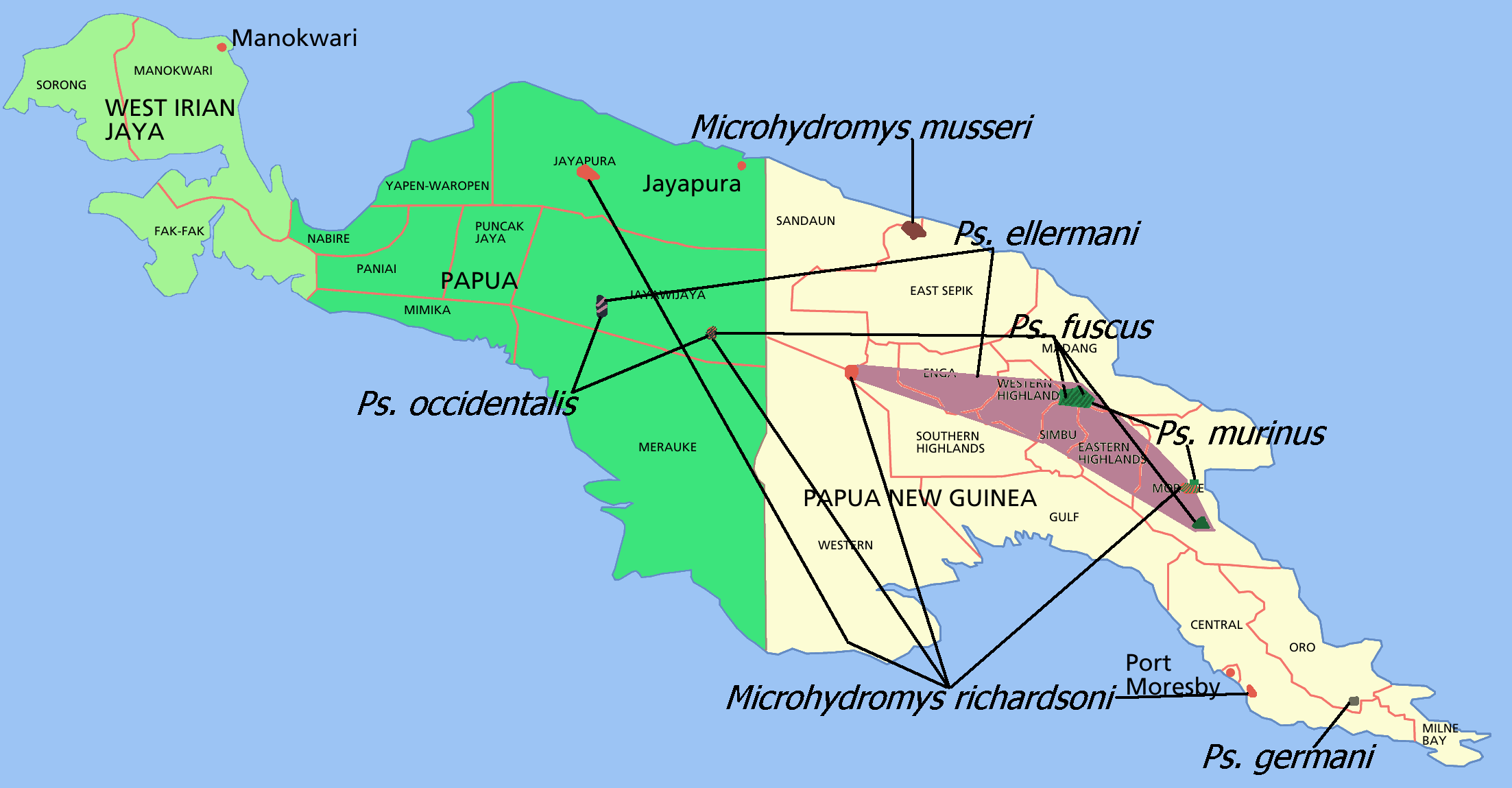
Dos petits enclavaments on encara es troba l'espècie